# Centerville (Utah)
Centerville je město v okresu Davis County ve státě Utah ve Spojených státech amerických. K roku 2010 zde žilo 15 335 obyvatel. S celkovou rozlohou 15,6 km² byla hustota zalidnění 932,7 obyvatel na km².